# Elysia degeneri
Elysia degeneri is een slakkensoort uit de familie van de Plakobranchidae. De wetenschappelijke naam van de soort is voor het eerst geldig gepubliceerd in 1955 door Ostergaard.